# Wiener Hofburg Orchester
Das Wiener Hofburg Orchester ist ein in Wien beheimatetes klassisches Orchester.
Das Wiener Hofburg Orchester wurde 1971 von dem österreichischen Dirigenten und Trompeter Gert Hofbauer gegründet. Das Ensemble besteht aus 36 professionellen Musikern aus allen großen Wiener Orchestern und den internationalen Gesangssolisten  Andrea Olah (Sopran), Kayo Takemura (Sopran), Ella Tyran (Sopran), Elena Suvorova (Mezzosopran), Oskar Hillebrandt (Bariton), Georg Lehner (Bariton), Peter Edelmann (Bariton) und Bohan Choe (Tenor).
Die Konzertsaison des Hofburg Orchester dauert von Mai bis Ende Dezember. Am Abend des 31. Dezembers sowie am 1. Jänner jeden Jahres veranstaltet das Hofburg Orchester traditionelle Silvester- und Neujahrskonzerte. Das Programm setzt sich aus bekannten Melodien der Walzer- und Operettenmusik von Johann Strauss, Emmerich Kálmán und Franz Lehár sowie Opernarien und Duetten von Wolfgang Amadeus Mozart zusammen.
Aufführungsorte sind der Festsaal und die Redoutensäle der Wiener Hofburg, wie auch das Wiener Konzerthaus und der Wiener Musikverein.

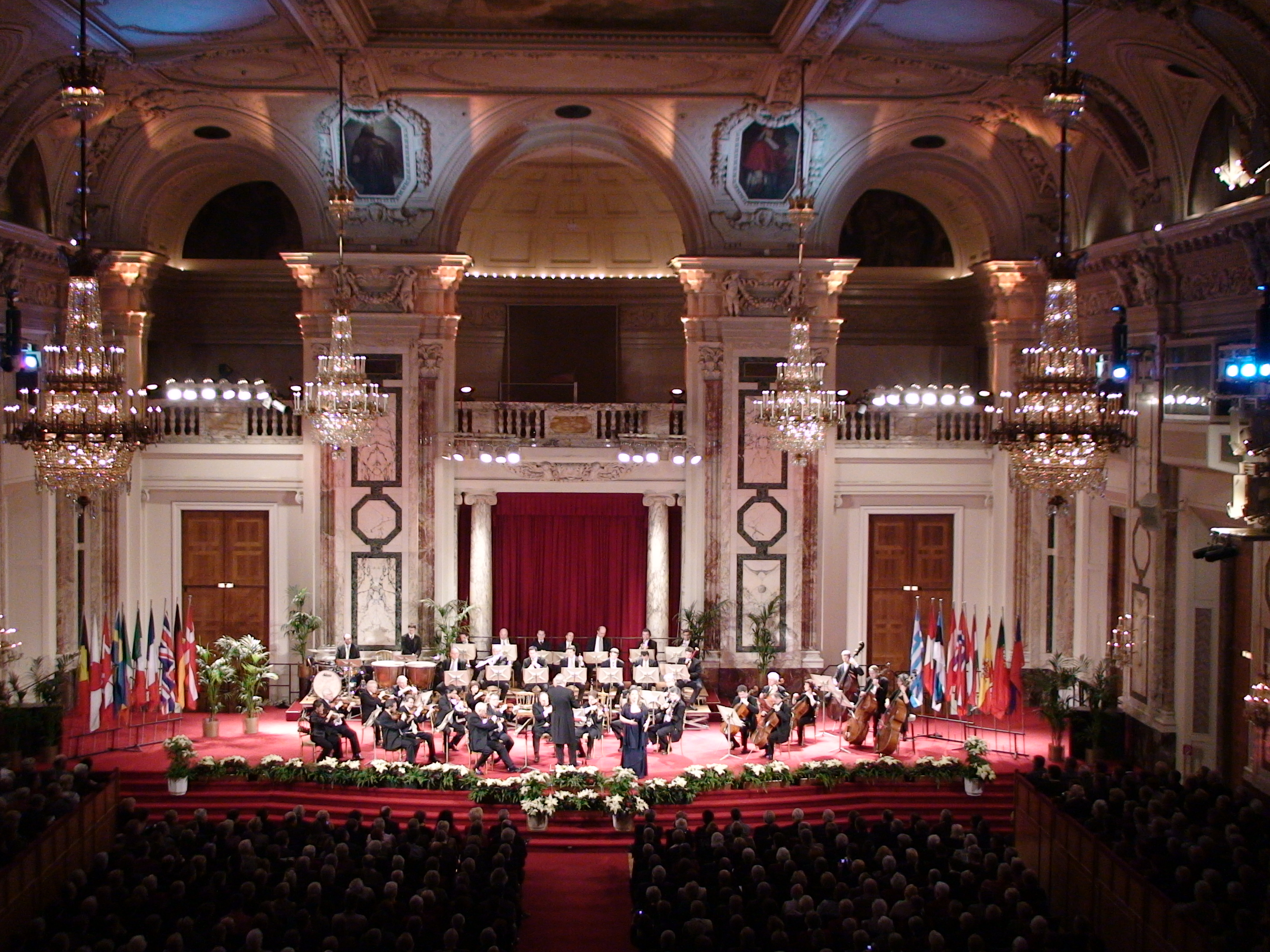
Konzert im Festsaal der Wiener Hofburg (2007)
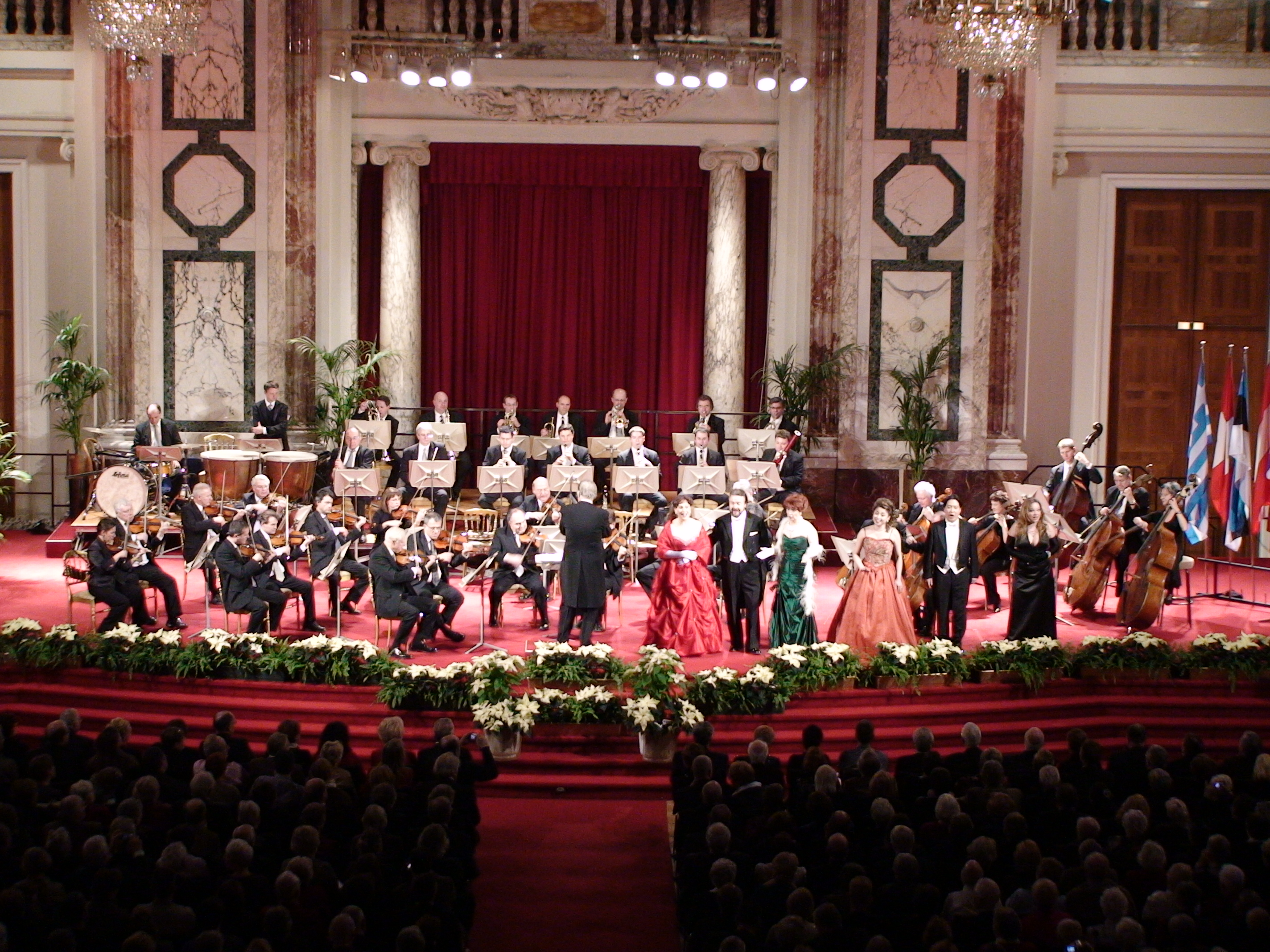
Das gesamte Ensemble im Festsaal der Hofburg (2007)
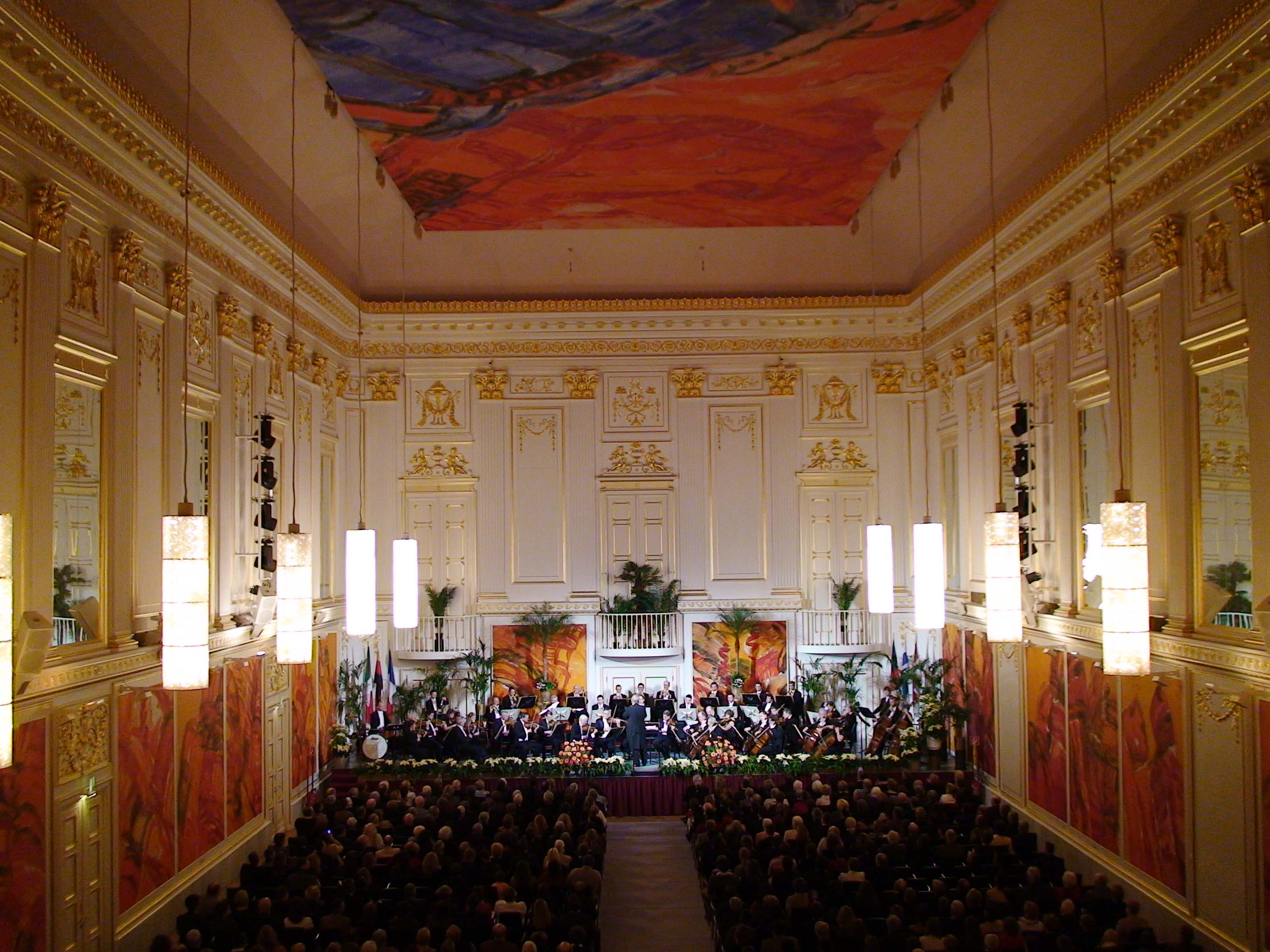
Konzert im großen Redoutensaal der Wiener Hofburg (2008)
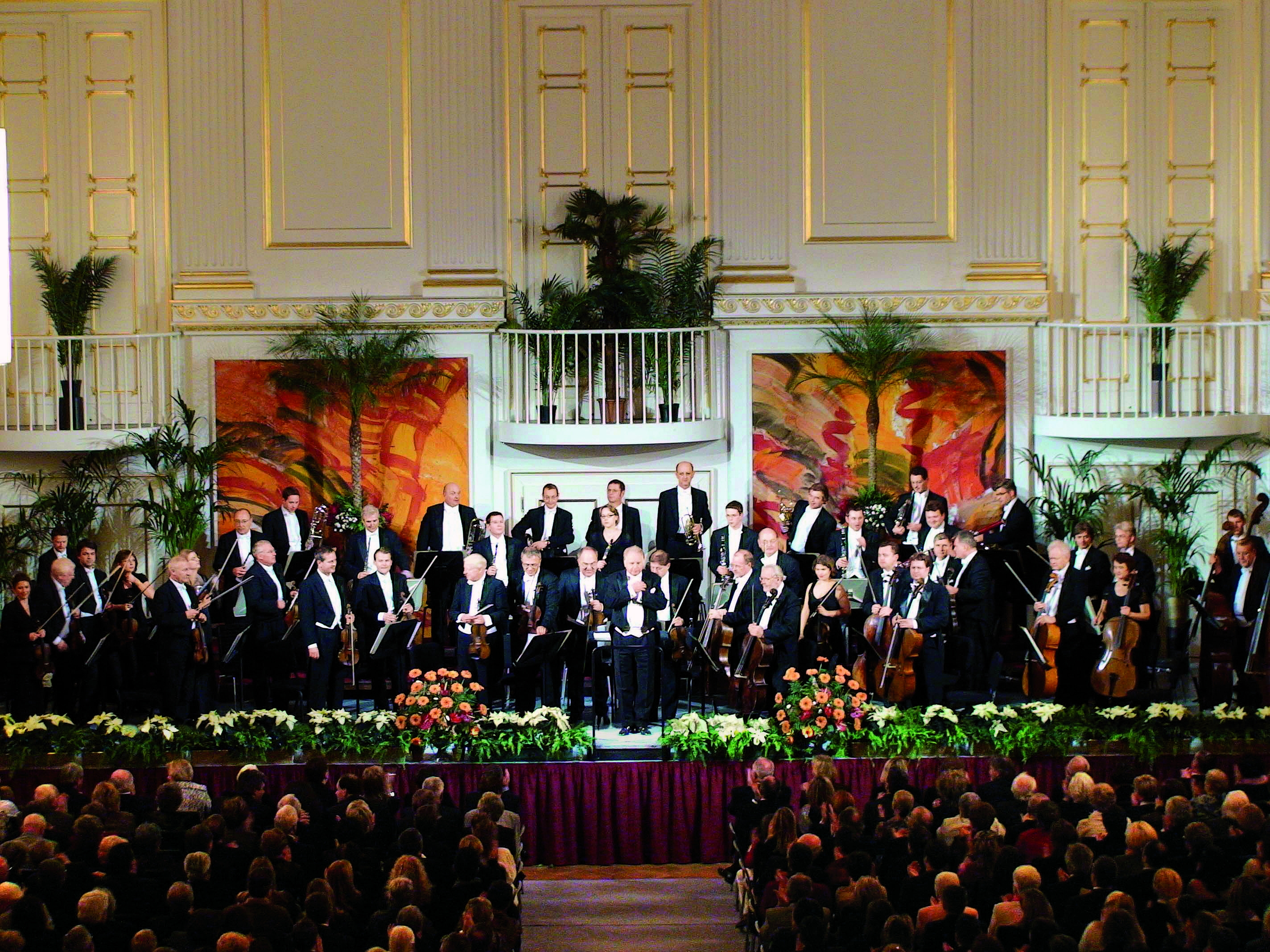
Das Ensemble und Dirigent Gert Hofbauer (2008)